# Karls Erlebnis-Dorf
Karls Erlebnis-Dorf is de naam van een aantal gelijksoortige attractieparken in het noorden van Duitsland. Het thema van deze parken richt zich op het boerderijleven rondom een aardbeienboerderij. De parken bestaan grotendeels uit eet- en winkelgelegenheden, samen met enkele attracties, speeltuinen en dierenverblijven. Het doel van het bedrijf is dat elke Duitse inwoner een Karls Erlebnis-Dorf binnen anderhalf uur rijden moet hebben.

## Geschiedenis
Karl Dahl, grootvader van de huidige bedrijfsvoerder Robert Dahl, had vanaf 1921 een boerderij in de buurt van Rostock. De producten van deze boerderij werden op de weekmarkt verkocht. Na de Tweede Wereldoorlog vertrok de familie Dahl naar het dorp Warnsdorf in de buurt van Lübeck, waar Karl's zoon Karl-Heinz verder ging met het boerenbedrijf. De boerderij, die zich inmiddels in aardbeien had gespecialiseerd, werd toen leverancier voor het Duitse fruitverwerkingsbedrijf Schwartauer Werke.
In 1989 voerde Schwartauer Werke een vernieuwing van de contracten door, waarbij de focus verlegd werd naar de import van fruit uit Oost-Europa, aangezien dit goedkoper bleek te zijn. Om de aarbeienboerderij niet op te moeten geven, startte Karl-Heinz met de eigen verkoop van aardbeien aan consumenten. Dit deed hij op 15 verschillende aardbeienbootjes in Lübeck, die gemodelleerd waren naar boten op het tennistoernooi van Wimbledon, die Karl-Heinz op een foto gezien had.
Op aandringen van Karl-Heinz opende zijn zoon Robert Dahl in 1993 een nieuwe aardbeienboerderij in Rövershagen-Purkshof, direct aan de B105, een toeristische hoofdroute naar de Oostzee. Naast aardbeien verkocht Robert in zijn boerderijwinkel al snel ook koffie en gebak, worstjes en streekproducten. Op die manier groeide de winkel uit tot de grootste boerderijwinkel van Duitsland, die in 2001 omgedoopt werd naar Karls Erlebnis-Dorf, vernoemd naar de grootvader van de familie. In 2014 trok dit filiaal van Karls Erlebnis-Dorf 1,2 miljoen bezoekers, waarmee het de drukst bezochte attractie van Mecklenburg-Vorpommern was.
In 2012 werd vervolgens een tweede Erlebnis-Dorf geopend in Zirkow, gevolgd door filialen in Ratekau-Warnsdorf en Wustermark-Elstal in 2014 en een filiaal in Koserow in 2016. Bij de vestiging in Rövershagen-Purkshof openden in 2017 enkele bungalows (de Lieblings-Lauben) en in 2018 een hotel (Hotel Alles Paletti). In Wustermark-Elstal, ten westen van Berlijn, is een hotel met zwembad met 100 kamers in aanbouw op het terrein van de voormalige Löwen-Kaserne, waar nog veel explosieven op en onder de grond liggen.
In 2023 openden er in vijf vestigingen zelfgemaakte achtbaantjes van 31 meter lang, waarin alleen kinderen van maximum 40 kilogram in het karretje mogen zitten en zijn/ haar begeleider de ketting van de optakeling (van 1,6 meter hoog) in beweging moet krijgen door te fietsen.

## Beschrijving
De Karls Erlebnis-Dörfer bestaan voor het grootste gedeelte uit eet- en winkelgelegenheden waar producten kunnen worden genuttigd en gekocht die op de boerderij zijn gemaakt, veelal met aardbeien. De producten bestaan onder andere uit koffie, zeep, snoepgoed, ijs, chocolade, brood en jam. In dit gedeelte van de parken zijn ook onderdelen te vinden van de grootste koffiekannenverzameling ter wereld. Het eet- en winkelcomplex vormt de entree tot de rest van het terrein, waarop enkele attracties, speeltuinen en dierenverblijven met boerderijdieren zijn gevestigd. De entree tot de Karls Erlebnis-Dörfer is gratis, evenals het parkeren; voor sommige attracties gelden losse rit- of entreeprijzen.

Foto's van verschillende Karls Erlebnis-Dörfer
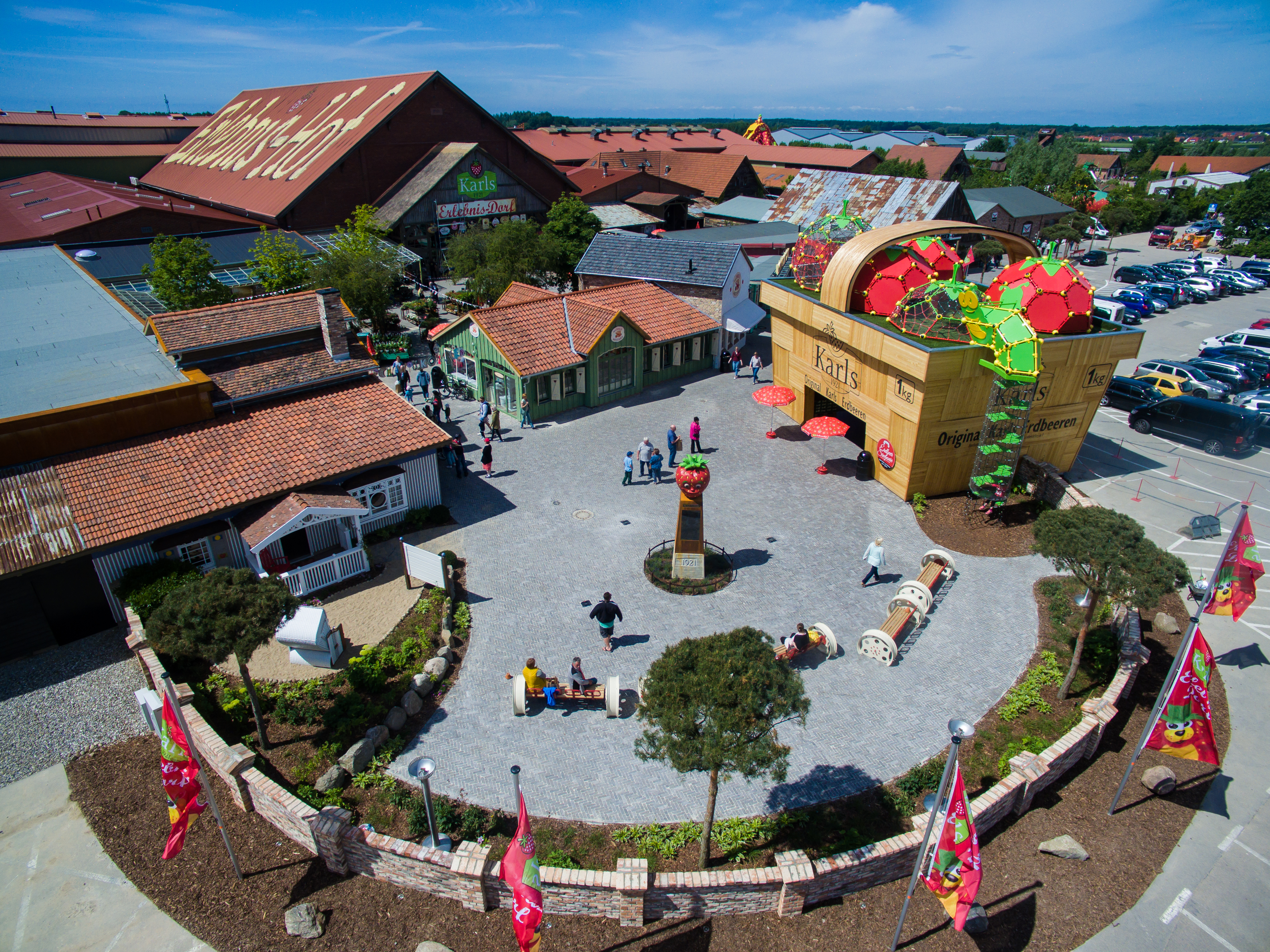
Entreeplein van Rövershagen-Purkshof
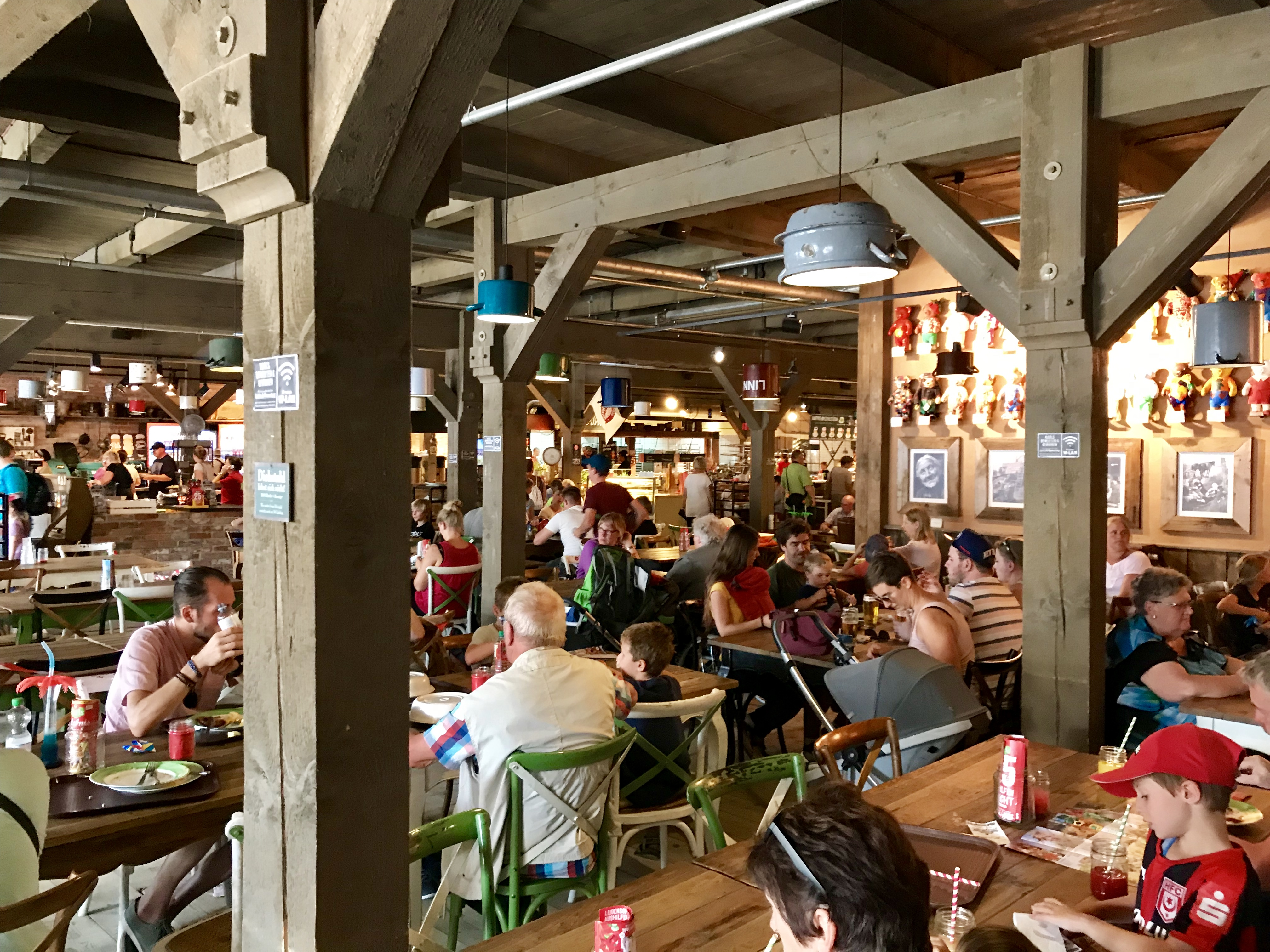
Het restaurant in Ratekau-Warnsdorf
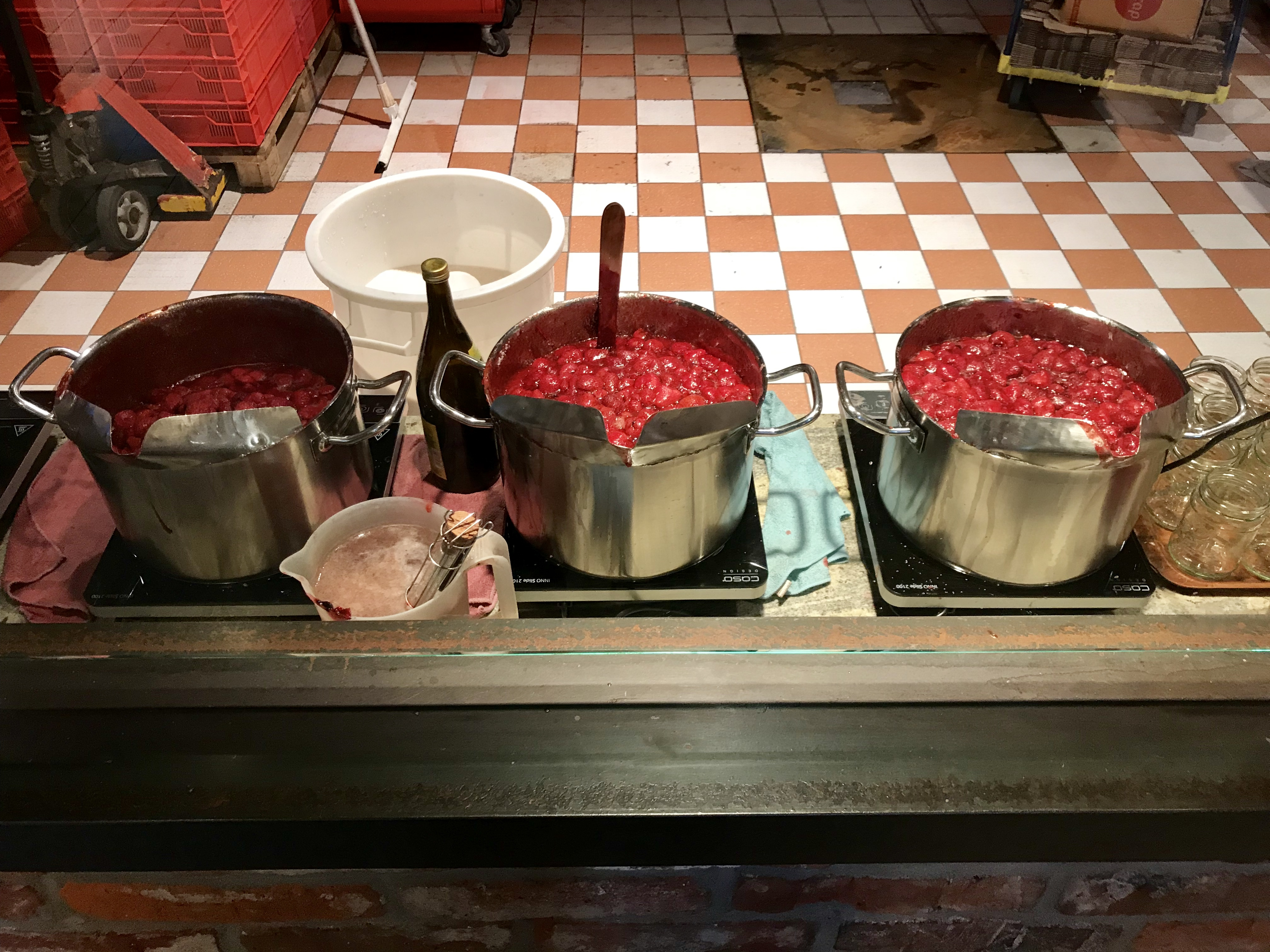
Het maken van aardbeienjam in Ratekau-Warnsdorf
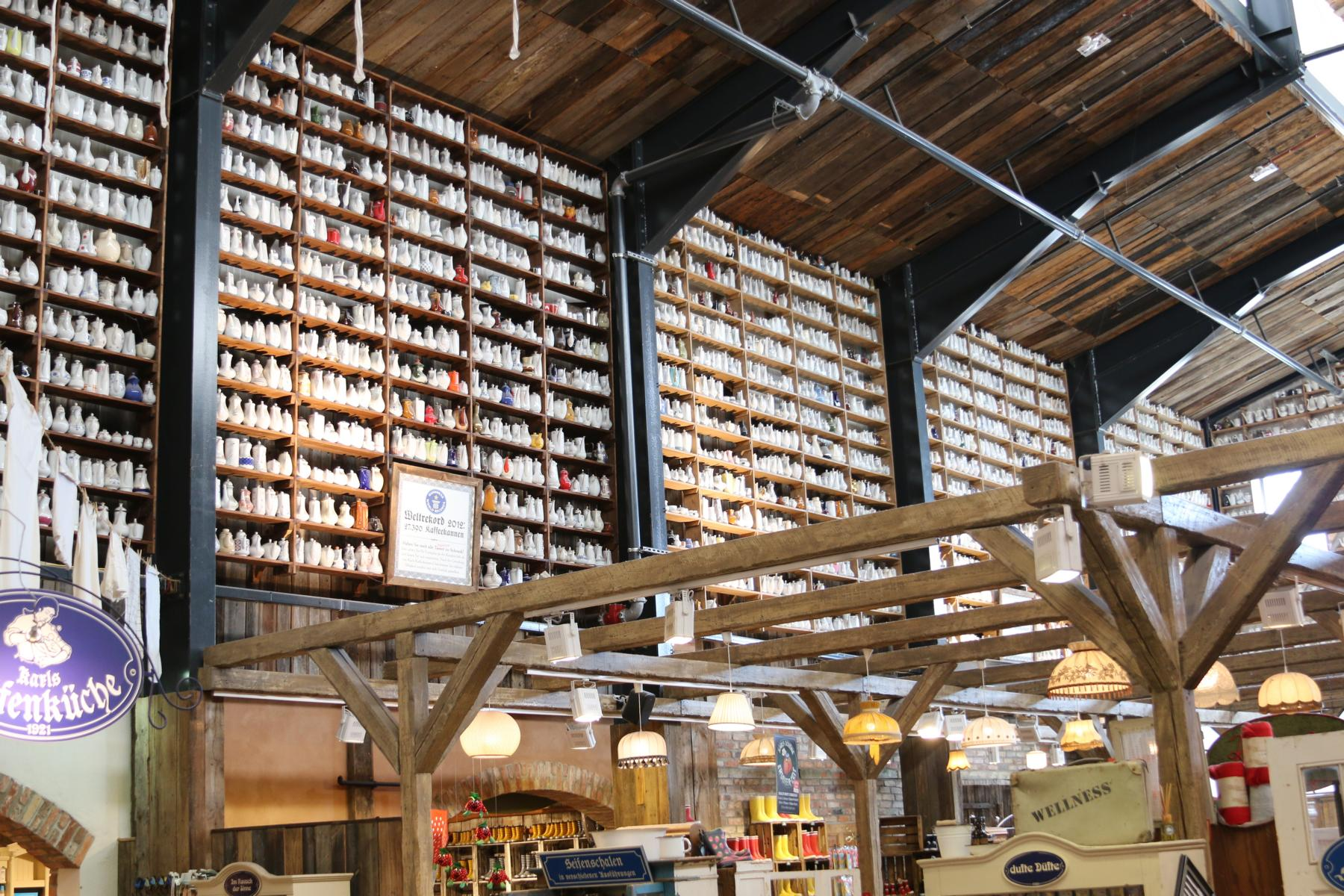
De koffiekannen-verzameling in Rövershagen-Purkshof
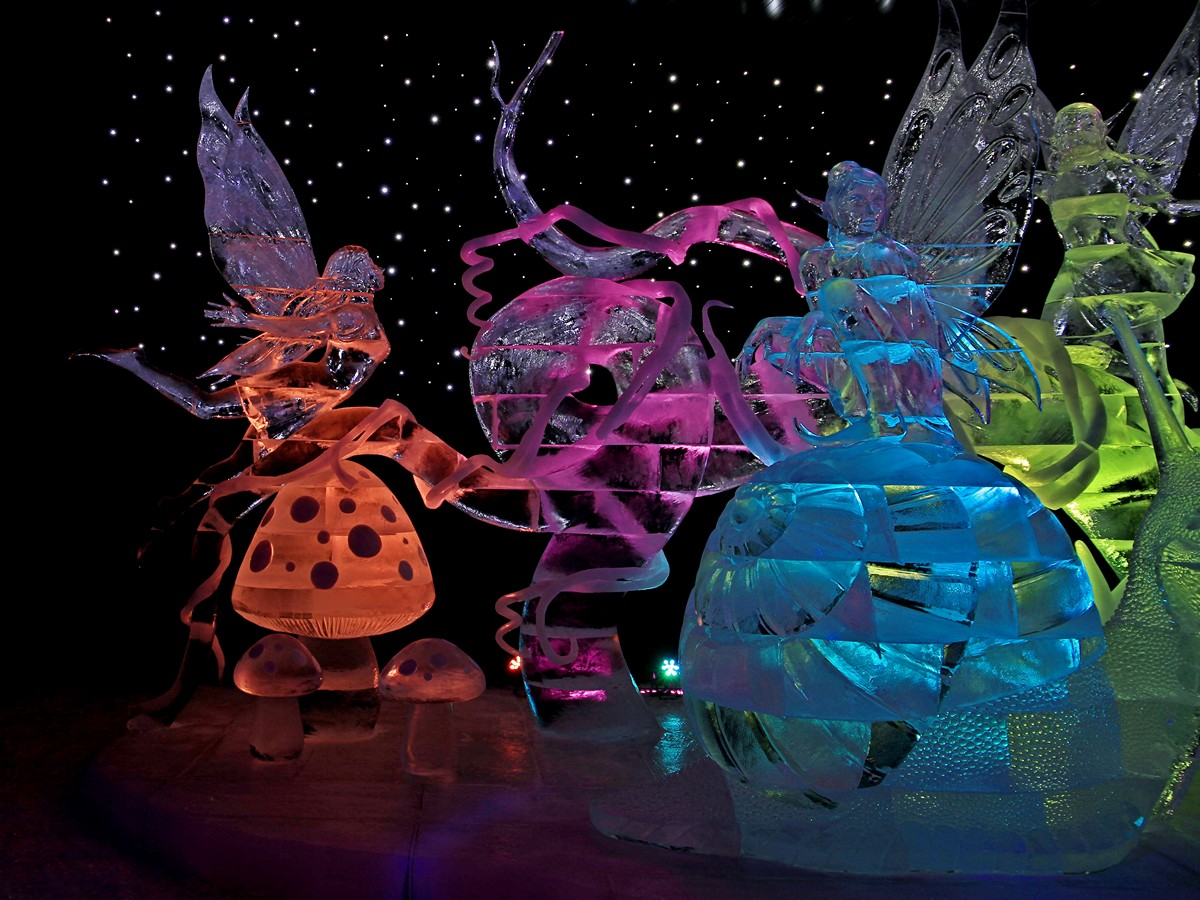
Een ijssculpturen-tentoonstelling in Rövershagen-Purksdorf
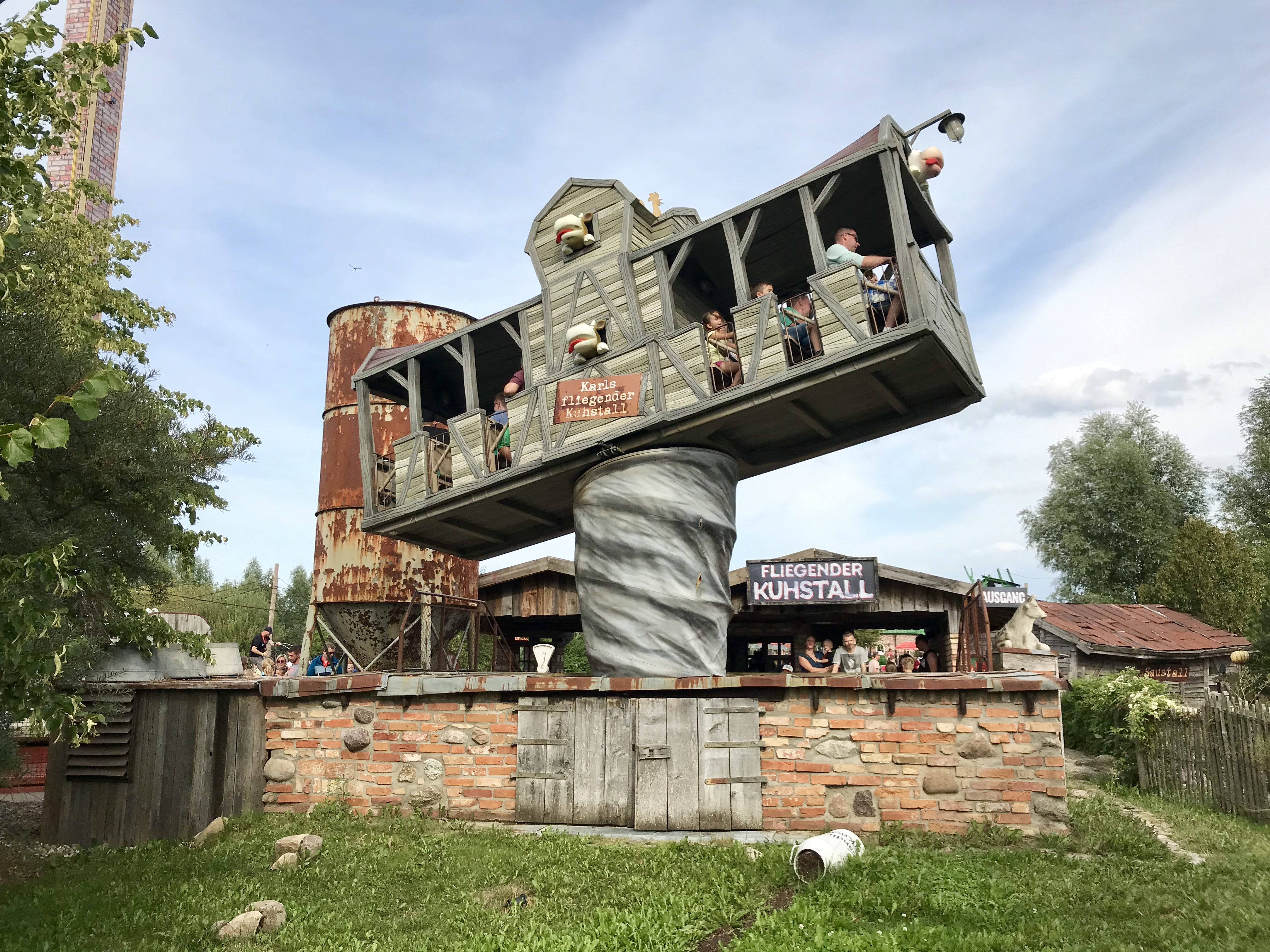
De barnyard-attractie Fliegende Kuhstal in Rövershagen-Purkshof
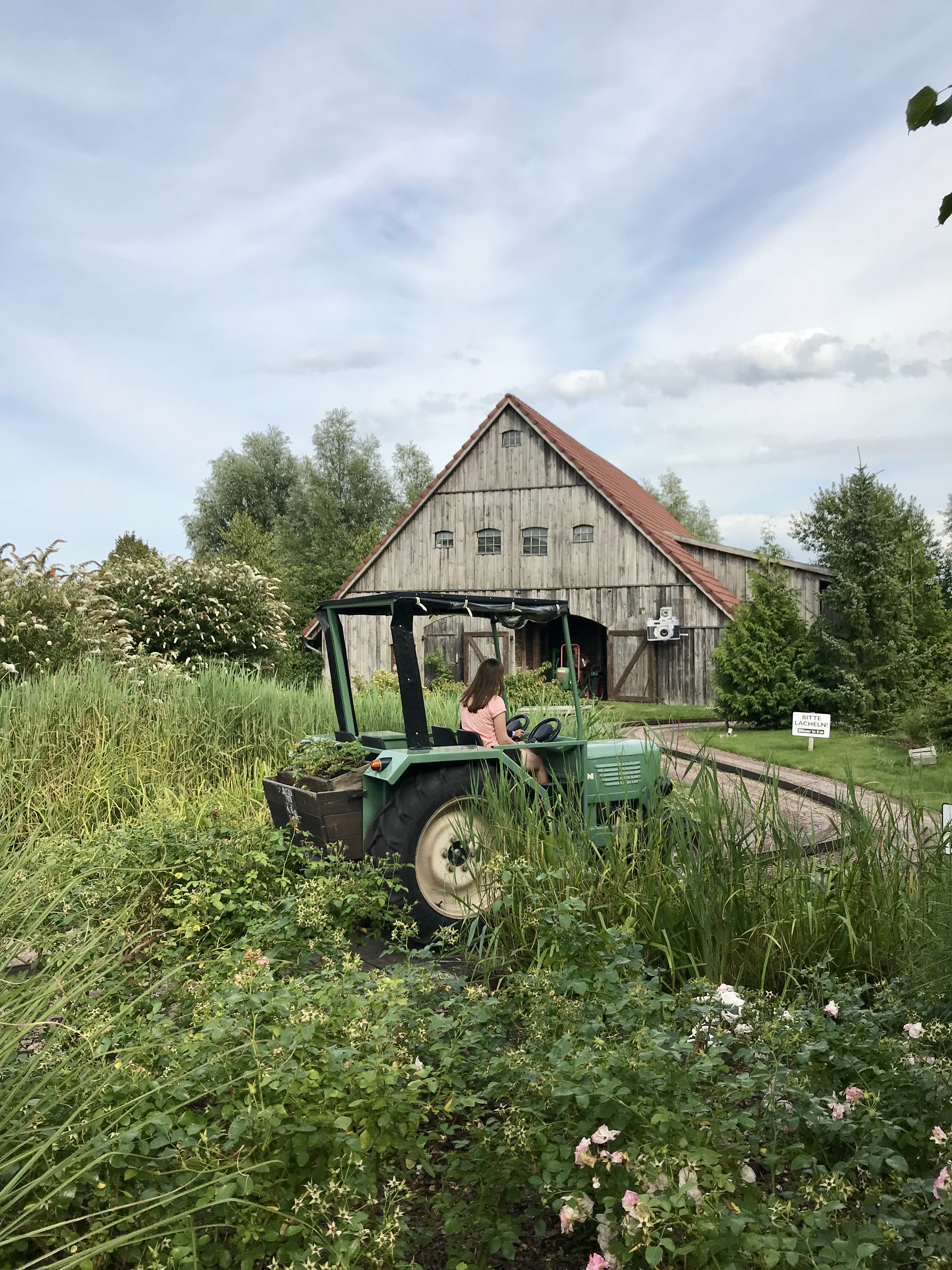
Een tractorrondrit in Rövershagen-Purkshof